# Joseph McCarthy
Joseph Raymond "Joe" McCarthy, född 14 november 1908 i Grand Chute i Wisconsin, död 2 maj 1957 i Bethesda i Maryland, var en amerikansk republikansk politiker och senator för delstaten Wisconsin. Han har kommit att förknippas med begreppet "McCarthyism", som innebär en form av politisk förföljelse av personer som, ofta på vaga grunder, anklagas för kommunistiska sympatier.
Under sina tio år i senaten, mellan 1947 och 1957, men särskilt mellan 1950 och 1953, blev McCarthy och hans medarbetare kända för aggressiva kampanjer mot misstänkta kommunister som man ansåg hade infiltrerat den amerikanska administrationen. Dessa kampanjer har av vissa jämförts med häxjakt. Bland annat tvingades många personer inom politiken, militären, massmedia och nöjesindustrin att lämna sina arbeten på grund av dessa kampanjer.
Bakgrunden var ett antal uppmärksammade avslöjanden av personer med kommunistiska sympatier som spionerat för Sovjetunionens räkning. Det skapade en situation av osäkerhet. Alger Hiss, en hög federal tjänsteman, hade anklagats för att vara sovjetisk spion 1948 men dömdes bara för mened, den 21 januari 1950. (Huruvida Hiss var skyldig till spioneri är fortfarande inte klarlagt.) Samma månad erkände den brittiske fysikern Klaus Fuchs att han spionerat för Sovjetunionen. I maj 1950 arresterades Julius Rosenberg som sovjetisk spion. I maj 1951 avslöjades Donald MacLean och Guy Burgess som sovjetiska spioner i Storbritannien. Andra personer som misstänktes eller dömdes för spioneri var Victor Perlo, Judith Coplon, Morton Sobell, William Perl, Alfred Sarant, Joel Barr och Harry Gold.
Den faktiska situationen var därmed att det fanns ett begränsat antal personer i hög position med kommunistiska sympatier och som var beredda att lämna ut information till Sovjetunionen. McCarthy utvidgade detta till en jakt på personer i lägre positioner vars anknytning till kommunismen var begränsad eller enligt vissa till och med obefintlig. 
McCarthy hade blivit nationellt berömd när han i ett tal 1950 hävdade att han hade en lista på kommunister i utrikesdepartementet. Han lyckades dock aldrig bevisa något fall. Efter att McCarthys hårda metoder uppmärksammats i en TV-sänd senatsundersökning 1954, antog senaten med stor majoritet i december samma år en fördömanderesolution mot honom.

## Uppväxt och karriär
McCarthy föddes på en bondgård i orten Grand Chute, Wisconsin. Han studerade juridik vid Marquette University i Milwaukee från 1930 till 1935, och blev antagen som advokat. År 1936, då han arbetade på en advokatbyrå i staden Shawano, drog han igång en valkampanj för att försöka bli distriktsåklagare för det Demokratiska partiet. Kampanjen misslyckades, men tre år senare, 1939, blev han vald till tingsdomare.
År 1942, kort efter att USA gått in i andra världskriget, tog McCarthy frivillig värvning i den amerikanska marinkåren. På grund av sin utbildningsnivå utsågs han automatiskt till officer (löjtnant). Han tjänstgjorde som underrättelsebriefare åt en division störtbombare i Stilla Havet. Han flög även med på uppdrag som observatör/akterskytt under en del av divisionens bombräder. Han fick då smeknamnet "Tailgunner Joe".
År 1944, samtidigt som han var i aktiv militärtjänst, startade han en kampanj för att bli nominerad som republikansk senator för Wisconsin. Han blev dock besegrad av motståndaren Alexander Wiley.
I april 1945 avslutade han sin militärtjänst och blev återvald till sitt tidigare ämbete som tingsdomare. Samtidigt startade han en betydligt mer välorganiserad valkampanj inför senatsvalet år 1946, då han utmanade republikanen Robert M. La Follette Jr. i primärvalet. McCarthy, som åtnjöt stöd av den lokala partiorganisationen, vann nomineringen med knapp marginal. I det allmänna valet kunde han sedan enkelt besegra demokraternas kandidat Howard MacMurray med siffrorna 2-1.

## Senaten
Under den första tiden som senator var McCarthy relativt obemärkt. I omröstningarna höll han sig på högerkanten, även om han inte alltid gick på partiets officiella linje. Han var hungrig efter uppmärksamhet i media, och höll många olika tal för olika organisationer och inom en rad olika ämnen. De mest uppmärksammade av hans tidiga kampanjer var för lagstiftat boende och mot skatt på socker.
Det var först den 9 februari 1950 som han blev känd för den amerikanska allmänheten, efter sitt tal till den republikanska kvinnoorganisationen i Wheeling, West Virginia. Det råder en viss dispyt kring de exakta ordvalen i McCarthys tal, eftersom det fanns mycket få journalister på plats och talet aldrig blev inspelat på band. Välkänt är dock att McCarthy presenterade en lista över namn, vilka påstods vara kommunistmedlemmar eller i alla fall lojala mot kommunistpartiet som arbetade vid amerikanska utrikesdepartementet. En version av talet återges på följande sätt: 
"I have in my hand a list of 205 cases of individuals who appear to be either card-carrying members or certainly loyal to the Communist Party."
Själv hävdade McCarthy att han talade om 57 "kända kommunister", och att siffran 205 var antalet anställda vid UD som av olika orsaker borde avskedas. Det exakta antalet som nämndes blev senare av viss betydelse när det användes som grund för ett åtal gällande mened mot McCarthy. 
Känt är att det fanns ett dokument från UD som listade anställda som det fanns en viss oro kring, inte bara rörande lojalitet och patriotism utan även frågor som alkoholism och inkompetens. I en nation som redan var bekymrad över Sovjetunionens aggressivitet i Europa och av rättegången mot Alger Hiss, som pågick samtidigt som McCarthy höll sitt tal, blev effekten av talet överväldigande. McCarthy själv blev omtumlad över det massiva mediauppbådet, och påstås ha att reviderat både sina anklagelser och siffror de efterföljande dagarna. Några dagar senare, i Salt Lake City, Utah, anförde han siffran 57, och i senaten den 20 februari uppgav han istället 81. Han höll ett maratontal där han detaljerat gick igenom varje enskilt fall. Talet väckte mycket stor uppmärksamhet. McCarthy kunde dock aldrig bevisa ett enda fall.
I ett långt tal 14 juni 1951 anklagade McCarthy George C. Marshall, USA:s arméstabchef under kriget, för att ha gått kommunismens ärenden före, under och efter kriget. (Senare utgiven som en bok med titeln America's Retreat from Victory - The Story of George Catlett Marshall.)

## Undersökning av kommunister
Mellan åren 1950 och 1953 fortsatte McCarthy att lyfta fram anklagelser om regeringens misslyckande med att ta itu med kommunismen inom de egna leden, samtidigt som hans nyvunna stjärnstatus gav honom många anhängare och en god inkomstkälla. Hans privatekonomi blev också föremål för en undersökning i senaten 1952. Slutrapporten klargjorde en hel del oegentligheter i hans kampanjer och ekonomi, men någon grund för juridisk prövning fanns inte. Han gifte sig med Jean Kerr, en forskare vid hans kontor, den 29 september 1953.
Valet 1952 blev en stor framgång för republikanerna då Dwight D. Eisenhower vann med bred marginal över demokraten Adlai Stevenson. McCarthy själv var en bidragande orsak till framgången. Det republikanska ledarskapet, som insåg hans popularitet och som ett redskap för att klubba till liberala demokrater, utsåg McCarthy till ordförande i senatens permanenta undersökningsutskott (Senate Permanent Subcommittee on Investigations). Hans opålitlighet och undvikande stil gjorde dock att han aldrig fick sitt partis fulla stöd (och i synnerhet inte president Eisenhowers).
Till skillnad från de två andra stora kommittéerna, House Un-American Activities Committee och Senate Internal Security Subcommittee, så fokuserade McCarthys kommitté enbart på myndigheterna. Man gjorde först en undersökning av byråkratin vid den statliga radiostationen Voice of America, därefter tvingade man UD att ta bort vad som ansågs vara prokommunistisk litteratur från de utländska biblioteken. Under tiden fortsatte McCarthy med anklagelser om kommunistiskt inflytande inom regeringen. Han bortsåg helt från det faktum att det numera var en republikansk regering, vilket retade upp Eisenhower. Eisenhower var inte beredd att offentligt opponera sig mot McCarthy på grund av dennes fortsatt stora popularitet, men han såg ändå McCarthy som en tickande bomb och började i hemlighet att planera för att få bort honom från makten.
Flera personer avgick från kommittén kort efter att McCarthy tagit över som ordförande, däribland Robert F. Kennedy, som bokstavligen hamnade i slagsmål med McCarthys assistent Roy Cohn. Dessa avsked ledde så småningom till tillsättandet av B. Matthews som ny verkställande direktör. Matthews var tidigare medlem av flera framstående kommunistorganisationer, "precis som många andra amerikaner", hävdade han själv. När han senare hoppade av till förmån för de radikala grupperna på 30-talet blev han en brinnande antikommunist. Matthews var metodistpräst och blev därför ofta kallad för "Doktor Matthews", trots att han inte hade någon universitetsexamen. Matthews avgick senare efter sin skildring av kommunistsympatier inom det protestantiska prästerskapet, vilket uppfattades som stötande av flera senatorer. Under den här kritiska perioden lyckades McCarthy ändå behålla kontroll över kommittén och över vilka som skulle vara anställda eller avskedas. Detta tillvägagångssätt resulterade i ännu fler avsked.
McCarthy anklagade universitetsprofessorn Owen Lattimore för att vara Sovjetunionens toppspion i USA ("number one Soviet spy in the United States").

## McCarthys fall

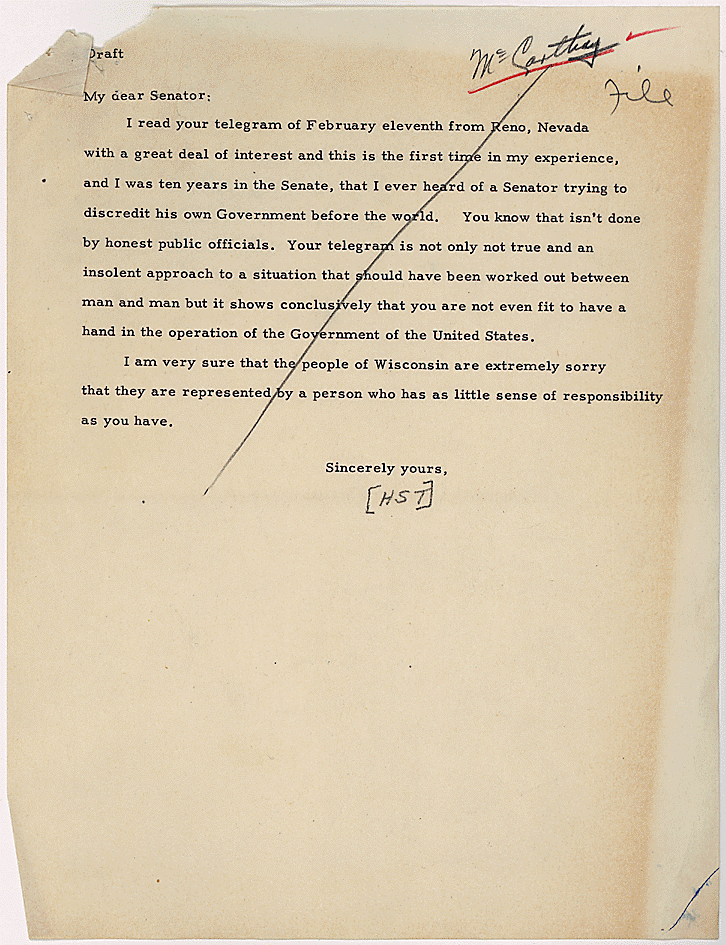
President Truman formulerade ett skarpt svar till telegrammet som McCarthy skickat honom.

I slutet av 1953 började McCarthys kommitté att förhöra medlemmar av den amerikanska armén. Man försökte avslöja en spiongrupp inom Army Signal Corps, men misslyckades. Istället började man fokusera allt mer på en armétandläkare vid namn Irving Peress, som tidigare hade åberopat det femte författningstillägget tjugo gånger under ett förhör. (Enligt det femte författningstillägget kan ingen tvingas vittna mot sig själv.) Peress anklagades för att ha rekryterat militär personal till kommunistpartiet. Känt är att Peress under förhör vid försvarsdepartementet vägrade att svara på frågor rörande medlemskap i så kallade subversiva organisationer, samt att arméns generalläkare hade rått honom att avgå redan 1953. McCarthy uttryckte sin oro över att Peress inte hade avskedats direkt efter detta förordnande utan istället blivit befordrad till major. Då McCarthy gick in för att undersöka ärendet drog han på grund av sin behandling av general Ralph W. Zwicker genast till sig negativ uppmärksamhet från massmedia. Bl.a. jämförde han Zwickers intelligens med en femårings och hävdade att Zwicker inte passade att bära generalsuniform. I början av 1954 anklagade armén senator McCarthy och hans assistent, Roy Cohn, för att ha försökt få armén att gynna en tidigare medhjälpare och vän till Cohn, G. David Schine. McCarthy å sin sida hävdade att anklagelserna enbart var som hämnd för hans förhör av Zwicker året innan.
Senaten inledde en utredning av ärendet, vilken direktsändes via radio och TV. I en minnesvärd ordväxling avslöjade McCarthy att arméns justitiekansler, Joseph Welch, hade anlitat en advokat som tidigare arbetat för en grupp han länkade samman med kommunismen. Welch svarade med sitt berömda tillrättavisande: "Have you no sense of decency, sir? At long last, have you left no sense of decency?" ("Har ni ingen anständighet, sir? Har ni ingen anständighet kvar alls?"). Dessa utfrågningar finns inspelade i dokumentärfilmen Point of Order!. Den 2 december 1954 antog senaten, med 65 röster mot 22, en fördömanderesolution mot Joseph McCarthy för att han vanhedrat och dragit vanrykte över senaten.
Även om det är sant att undersökningarna inom armén blev slutgiltiga fallet för McCarthy, så bör det noteras att flera av ledamöterna i senaten motsatte sig McCarthy långt före 1953. En av dem var Margaret Chase Smith, republikansk senator från Maine (och den dåvarande enda kvinnliga medlemmen i senaten). Den 1 juni 1950 framförde hon sin rapport kallad "Declaration of Conscience" ("Samvetsförklaringen"), där hon fördömde McCarthys arbetsmetoder utan att ange honom vid namn (vilket de dåvarande reglerna i senaten erfordrade). Sex andra republikanska senatorer instämde i hennes kritik; Wayne Morse, Irving M. Ives, Charles W. Tobey, Edward Thye, George Aiken och Robert C. Hendrickson. MacCarthy kallade dem "Snövit och de sex dvärgarna". Vermontsenatorn Ralph Flanders fördömde även han McCarthy vid en offentlig debatt i senaten och införde dessutom ett misstroendevotum mot honom. 
En av de fränaste attackerna mot McCarthy framfördes av den ansedda journalisten Edward R. Murrow i ett avsnitt av tv-serien See it Now den 9 mars 1954. I programmet anklagar McCarthy bland annat det demokratiska partiet för "tjugo år av landsförräderi" (1933-1953, enligt hans uppskattning) och i andra klipp nedvärderar han olika förhörsvittnen, bland dem en armégeneral.
Murrowrapporten blev ett stort bakslag i den folkliga opinionen för McCarthy, vilken han försökte bemöta genom att själv vara med i programmet tre veckor senare. McCarthy gick in hårt i debatten och kom med flera personliga anklagelser mot Murrow. Hans framförande ledde dock bara till ännu lägre opinionssiffror, detta förmodligen eftersom hans talarförmåga lämpade sig bättre inför publik än i direktsänd tv.
McCarthy hade alltid haft en nära relation till alkohol, vilket var en av anledningarna till hans vänskapliga förhållande med många journalister. Misstroendeförklaringen från senaten tros ha gjort McCarthy ilsken och deprimerad, och hans drickande ledde till en fullskalig alkoholism. Detta förvärrade hans redan innan svaga hälsa och orsakade honom allvarliga sjukdomar. Slutligen avled han av akut hepatit på National Naval Medical Center i Bethesda, Maryland den 2 maj 1957. Han begravdes på St. Mary's kyrkogård i Appleton, Wisconsin.